# This Is the Six
This Is the Six — дебютный студийный альбом британской металкор-группы While She Sleeps. Он был выпущен 13 августа 2012 года на лейблах Search and Destroy, Sony Music
и The End Records. Продюсером альбома выступил Карл Баун. Намереваясь создать более совершенный продукт по сравнению с успешным мини-альбомом The North Stands for Nothing (2010), группа начала подготовку альбома в конце 2010 — начале 2011 года, а запись началась 1 ноября 2011 года и завершилась в феврале 2012 года. Дебют песни «Dead Behind the Eyes» состоялся 3 апреля 2012 года на BBC Radio 1, а позже был выпущен клип; заглавный трек «This Is the Six» был представлен двумя неделями позже и был выпущен в качестве первого официального сингла с альбома 13 мая 2012 года. На следующий день последовали споры по поводу его дебюта в позднем утреннем эфире Radio 1 с телеведущей Фёрн Коттон. «Dead Behind the Eyes» стал вторым официальным синглом 29 июня, за ним последовал «Seven Hills», который дебютировал на Radio 1 25 июня и был выпущен в качестве сингла 6 июля.
Альбом This Is the Six, который хвалили за неизменно тяжёлую смесь хардкор-панка и хэви-метала и сравнивали с группой из их родного Шеффилда Bring Me the Horizon, дебютировал на 27-м месте в UK Album Chart и Scottish Albums Chart и провёл в каждом из них по одной неделе. Альбом занял второе место в британском чарте Rock & Metal Chart.

## Предыстория и запись
Работа над первым полноформатным альбомом группы While She Sleeps началась вскоре после выхода их третьего мини-альбома The North Stands for Nothing. В видео, опубликованном группой в октябре 2010 года, вокалист Лоуренс Тейлор рассказал о том, что они начали работу над новым материалом и что это «только начало мыслительного процесса». На протяжении большей части 2010 и 2011 годов группа активно гастролировала в Великобритании и Европе, работая над новым материалом между турами в своей домашней студии в Шеффилде, Англия. 15 марта 2011 года While She Sleeps выпустили сингл «Be(lie)ve», первоначально описанный как способ выпустить новый материал, чтобы заполнить промежуток между альбомами. Позже он появился в качестве восьмого трека на новом альбоме. Большая часть первоначальных работ по написанию альбома была приписана лид-гитаристу Шону Лонгу. Басист Ааран Маккензи называет его «главным автором риффов», а барабанщик Адам Сэвидж объясняет: «[Лонг] делает много предварительных вариантов, затем приносит их в группу, и мы слушаем и джемуем». В октябре 2011 года группа выпустила видео, в котором рассказала о своих планах на следующий альбом, заявив, что они написали 10 треков и «нашли звучание пластинки». Несмотря на подготовку, группа заявила, что все может измениться, поскольку они «не та группа, которая полностью заканчивает трек перед его записью», что позволяет им «принимать окончательные решения в студии».
1 ноября 2011 года While She Sleeps вошли в студию Chapel Studios в Линкольншире (Англия), чтобы начать запись ударных для альбома. После того, как все ударные были записаны, группа переехала в Treehouse Studios в Честерфилде (Англия, чтобы записать остальную часть альбома. Это был первый раз, когда группа записывала свою музыку в профессиональной студии и работала с продюсером. Говоря о работе с продюсером Карлом Бауном, гитарист Лонг сказал, что «это здорово, когда кто-то, кого мы не знаем, даёт нам советы», добавив, что, по его мнению, им нужен этот «взгляд со стороны». Он также заявил, что они меняют песни по ходу работы, а гитарист Уэлш отметил, что «мы идём, руководствуясь интуицией» и пробуя различные идеи на месте. Запись большей части альбома закончилась в декабре, однако несколько дополнительных партий фортепиано были записаны в неизвестной студии в Уэльсе в феврале 2012 года.

## Композиция
Перед выпуском альбома участники группы обещали, что общее звучание This Is the Six будет похоже на The North Stands for Nothing, но «гораздо более отполированным», добавив, что «мелодичные части, к которым вы привыкли, будут более мелодичными, а тяжёлые — более тяжёлыми». Вокалист Тейлор объяснил, что «[группа] приступила к записи без какого-либо жанра в голове»; вместо этого они просто хотели писать вместе, не заботясь о результате. Обсуждая альбом с диджеем BBC Radio 1 Дэниелом П. Картером, гитарист Лонг сказал, что «некоторые вещи, которые мы делаем на альбоме, вы не смогли бы сделать как хардкор-группа или метал-группа», заключив, что «это своего рода столкновение между ними». Многие критики назвали This Is the Six металкором. Эндрю Нойфельд, вокалист канадской хардкор-панк группы Comeback Kid, звучит на открывающей альбом песне «Dead Behind the Eyes».
Название альбома отсылает к тесным отношениям While She Sleeps со своими поклонниками — «The Six» — это пять участников группы и их фан-база. Группа также называет себя «Sleeps» для краткости, и в этом названии 6 букв, а также называет своих поклонников «Sleeps Army». Тейлор рассказал в интервью, что тексты на альбоме следуют общей теме о текущем положении Англии. Говоря о треке «Love at War», он объяснил: «Это просто о том, как наши предки сражались за нашу страну, и об уважении, которое, как нам кажется, они не получают [от] многих людей».

## Релиз и продвижение
3 апреля 2012 года Дэниел П. Картер презентовал трек «Dead Behind the Eyes» на BBC Radio 1, впоследствии дважды сыграв его в одном шоу из-за высокого спроса. Позже в тот же день группа While She Sleeps выпустила клип и бесплатное скачивание трека на сайте журнала Kerrang!. 17 апреля Картер презентовал заглавный трек «This Is the Six» на своём шоу BBC Radio 1. Наряду с клипом, трек был выпущен в качестве первого сингла с альбома 13 мая 2012 года. На следующий день сингл прозвучал в шоу Фёрн Коттон и Ника Гримшоу на BBC Radio 1. В отличие от их появления на шоу Картера (которое транслируется с 12:00 до 2:00 ночи), это был не первый раз, когда While She Sleeps звучали на национальном радио в дневное время, так как Алекс Бейкер играл их на национальном радио в дневное время. Их появление на шоу Коттон было воспринято слушателями неоднозначно. Басист Маккензи сказал в интервью, что «странно, что что-то тяжёлое играют в 11:30 утра» и что это «раскололо страну», а барабанщик Сэвидж добавил, что им «понравилось, как это разозлило [некоторых] людей». 25 июня Картер презентовал трек «Seven Hills» на своём шоу на BBC Radio 1, а 5 июля он презентовал «Love at War», сидя на шоу Зейна Лоу. Первоначально релиз This Is the Six был запланирован на 6 августа 2012 года, однако он был отложен и выпущен 13 августа 2012 года на Search and Destroy Records.

## Отзывы
| Оценки критиков | Оценки критиков |
| Источник        | Оценка          |
| --------------- | --------------- |
| AllMusic        | [ 17 ]          |
| BBC             | favourable      |
| Big Cheese      | [ 30 ]          |
| DIY             | [ 31 ]          |
| Exclaim!        | [ 32 ]          |
| Kerrang!        | [ 33 ]          |
| Metal Hammer    | [ 34 ]          |
| The Observer    | [ 35 ]          |
| Rock Sound      | [ 36 ]          |

Альбом получил положительные отзывы музыкальной критики и интернет-изданий. Ник Манн, написавший рецензию для Big Cheese, высоко оценил аутентичность продюсирования альбома, похвалив «каждый инструмент, звучащий чётко, ясно и мощно», не добавляя слишком много аспектов, «что означает, что случайное использование фортепиано и псевдо-хорового вокала скорее дополняют, чем отвлекают от основной интенсивности, которая движет запись вперёд». Манн отметил, что металлическая интенсивность группы сразу же бросается в глаза в первом треке, «Dead Behind the Eyes», и что она остаётся неизменной на протяжении всего альбома, а также похвалил «Seven Hills» и «Be(lie)ve» как другие выделяющиеся композиции. Элли Карнват из The Guardian отметила стремление группы выйти за рамки различных хэви-металлических аудиторий; хотя группа намеренно отошла от мейнстрима, используя «слякотные, искажённые гитары, отрывные барабаны и гортанный вокал», она отметила, что гитарные линии в «Seven Hills» и скандированные припевы «Love at War» представляют наибольший потенциал для достижения этой цели. Она также выразила удивление тем, что «громогласно тяжёлый» заглавный трек «This Is the Six» получил эфир на радиостанции Коттона .
Джон О’Брайен из AllMusic отметил, что хотя While She Sleeps в значительной степени затмевают на британской металкор-сцене шеффилдскую группу Bring Me the Horizon, альбом звучит достаточно многообещающе, чтобы «не быть вторым сортом ещё долгое время». О’Брайен особенно высоко оценил более мелодичные отступления группы от своего самого тяжёлого подхода, такие как «Reunite» и инструментальная «The Chapel», хотя он также признал, что большинство треков «предназначены для того, чтобы орать вместе с ними с крыш». Напротив, Разик Рауф для BBC высказал мнение, что талант группы лучше всего проявляется, когда «[они] обходятся без интерлюдий и сразу переходят к яростному современному сплаву металла и хардкора», отметив скандинавское металлическое влияние в «Be(lie)ve» и «десятилетнюю ярость» в «The Plague of a New Age».

## Список композиций
Все песни написаны While She Sleeps.
| №                   | Название                                                                                 | Длительность |
| ------------------- | ---------------------------------------------------------------------------------------- | ------------ |
| 1.                  | «Dead Behind the Eyes» (при участии Эндрю Нэуфилда)                                      | 4:04         |
| 2.                  | «False Freedom»                                                                          | 3:47         |
| 3.                  | «Satisfied in Suffering»                                                                 | 3:13         |
| 4.                  | «Seven Hills»                                                                            | 4:20         |
| 5.                  | «Our Courage, Our Cancer»                                                                | 3:34         |
| 6.                  | «This Is the Six»                                                                        | 4:44         |
| 7.                  | «The Chapel»                                                                             | 2:15         |
| 8.                  | «Be(lie)ve» (перезаписанная версия; оригинальная версия из The North Stands for Nothing) | 3:54         |
| 9.                  | «Until the Death»                                                                        | 4:26         |
| 10.                 | «Love at War»                                                                            | 4:43         |
| 11.                 | «The Plague of a New Age»                                                                | 4:18         |
| 12.                 | «Reunite»                                                                                | 1:14         |
| Общая длительность: | Общая длительность:                                                                      | 44:32        |

| №   | Название                                        | Длительность |
| --- | ----------------------------------------------- | ------------ |
| 13. | «Our Courage, Our Cancer» (акустическая версия) | 3:31         |
| 14. | «False Freedom» (акустическая версия)           | 2:36         |
| 15. | «This Is the Six»                               |              |

| №                   | Название                                                            | Длительность |
| ------------------- | ------------------------------------------------------------------- | ------------ |
| 13.                 | «Death Toll»                                                        | 3:55         |
| 14.                 | «Weathered Man» (альтернативная версия «Love at War»)               | 2:51         |
| 15.                 | «False Freedom» (акустическая версия)                               | 2:36         |
| 16.                 | «Seven Hills» (альтернативная версия; при участии Jenny Staniforth) | 5:00         |
| 17.                 | «Our Courage, Our Cancer» (акустическая версия)                     | 3:31         |
| 18.                 | «Sickness Over Health» (альтернативная версия «Until the Death»)    | 4:01         |
| Общая длительность: | Общая длительность:                                                 | 66:26        |

## Участники записи
По данным Discogs..
- Лоуренс «Лоз» Тейлор — вокал
- Шон Лонг — лид-гитара, бэк-вокал
- Мэт Уэлш — ритм-гитара, вокал, фортепиано
- Ааран Маккензи — бас-гитара, бэк-вокал
- Адам «Сэв» Сэвидж — ударные, перкуссия

## Чарты
| Чарт (2012)                                   | Высшая позиция |
| --------------------------------------------- | -------------- |
| Шотландия (Scottish Albums Chart)             | 27             |
| Великобритания (UK Albums Chart)              | 27             |
| Великобритания (UK Rock & Metal Albums Chart) | 2              |